# Juraj Palkovič
Juraj Palkovič, född 27 februari 1769 i Rimavská Baňa, död 13 juni 1850 i Bratislava, var en slovakisk författare.
Palkovič blev efter studier vid universitetet i Jena innehavare av den nyinrättade lärostolen vid evangeliska lyceet i Bratislava för tjeckoslovakiska språket och litteraturen (1803–37). Han var bland slovakerna målsmannen för den tjeckiska renässansen, men på samma gång en ivrig försvarare av traditionen, och han ville ej veta av nytjeckernas nya ord och nya stavsätt. Dock förenade han sig senare med dem mot de nya strävandena att göra slovakiskan till skriftspråk och lösslita slovakerna från den litterära gemenskapen med tjeckerna.
Palkovičs förnämsta arbeten är Musa ze slovenských gor (Sånggudinnan från de slovakiska bergen; en samling dikter, 1801), Známost vlasti uherské (Ungersk topografi, del l, 1804), den tjeckiska Bibeln i ny revision (1808) och Böhmisch-deutsch-lateinisches Wörterbuch mit Beifügung der den Slovaken und Mährern eigenen Ausdrücke und Redensarten (1820–21), varjämte han skrev en mängd böcker för folket.